# Acanthoscurria natalensis
Acanthoscurria natalensis là một loài nhện trong họ Theraphosidae.
Loài này thuộc chi Acanthoscurria. Acanthoscurria natalensis được Ralph Vary Chamberlin miêu tả năm 1917.